# Механический завод Фрезе
Механический завод Фрезе — предприятие по выпуску сельскохозяйственной техники.

## История
Завод основан в 1888 году в немецкой колонии Грюнфельд Весёлотерновской волости. Владельцем был Иоганн Иоганнович Фрезе (1852—1920), совладелицей была его супруга Анна (1853—1915).
С началом Первой мировой войны производство было остановлено. В марте 1921 года работа завода была восстановлена, но уже в сентябре того же года завод снова приостановил производство из-за отсутствия угля.
В дальнейшем использовался Криворожским окружным отделом местной промышленности как ремонтная база для сельскохозяйственно-технических машин и орудий.
В марте 1927 года завод был продан Зелёнопольскому сельскохозяйственно-техническому обществу, как мастерская по ремонту тракторов и сельскохозяйственной техники.

## Характеристика
Завод выпускал одно- и пароконные плуги, пароконные сеялки, молотилки, веялки, жатки, сноповязалки, буккера и другое сельскохозяйственное оборудование. Работали литейный, кузнечный и механосборочный цеха.
На 1903 год на заводе имелось два паровых котла, работало 50 человек.
Годовое производство на 1903 год составляло 60 000 рублей, на 1914 год — 140 000 рублей.